# Castriciones
Castriciones es una localidad del municipio burgalés de Valle de Losa, en la Comunidad Autónoma de Castilla y León (España). 

## Localidades limítrofes
Confina con las siguientes localidades:
- Al norte con Perex de Losa.
- Al este con San Pantaleón de Losa.
- Al sur con Quintanilla la Ojada.
- Al suroeste con Criales.
- Al noroeste con Gobantes.

## Demografía
Evolución de la población
| Gráfica de evolución demográfica de Castriciones entre 2000 y 2017 |
|                                                                    |
| Población de derecho (2000-2017) según el padrón municipal del INE |

## Historia
Así se describe a Castriciones en el tomo VI del Diccionario geográfico-estadístico-histórico de España y sus posesiones de Ultramar, obra impulsada por Pascual Madoz a mediados del siglo XIX:

Lugar en la provincia, diócesis, audiencia territorial y capitanía general de Burgos (17 leguas), partido judicial de Villarcayo (4 ½), ayuntamiento titulado de la junta de Oteo; para su gobierno interior nombran un alcalde pedáneo, un suplente y un fiel de fechos; Situado en un valle coronado de montañas, está bien ventilado y goza de clima saludable. Tiene 20 casas de 15 a 20 pies de elevación, una iglesia parroquial bajo la advocación de San Antonio, servida por un cura párroco; un cementerio bien situado, y una fuente de buenas aguas para el consumo del vecindario. Confina el término N Perex; E San Pantaleón; S Quintanilla, y O Gobantes. El terreno es arenoso y arcilloso, y se divide en primera, segunda y tercera suertes; la primera comprende 50 fanegas de sembradura, la segunda 60, y la tercera 130, que producen de 5 a 7 por una; hay bastante arbolado de robles y hayas, y está bañado por las aguas de un arroyuelo perenne y por las de la fuente de que ya se ha hecho mérito. Los caminos son de servidumbre de pueblo a pueblo. Producciones: trigo, cebada, avena, yeros y legumbres; ganado lanar, vacuno, cabrío, yeguar y mular, y caza de liebres, perdices, zorros y lobos. La industria está reducida a la agricultura, y el comercio a la extracción de ganados, e introducción de granos, vino, aceite y ropa. Población: 3 vecinos, 11 almas. Capital productivo: 74.110 reales. Imponible: 6.849.
Diccionario geográfico-estadístico-histórico de España y sus posesiones de Ultramar